# MS Explorer of the Seas
MS Explorer of the Seas je norveško-američki brod za krstarenje, izgrađen 2000. u finskom brodogradilištu Kvaerner Masa-Yards (današnji STX Europe) u gradu Turku, za kompaniju Royal Caribbean International. Drugi izgrađeni brod iz klase Voyager. Do izgradnje blizanca Navigator of the Seas 2002. godine, bio je najveći putnički brod na svijetu.

## Izgradnja
Kao i ostali brodovi klase Voyager, Explorer of the Seas projektiran je u uskoj suradnji Royal Caribbeana i brodogradilišta Kvaerner Masa-Yards. Izgradnja je započela 1998., te je iz doka isplovio 4. studenoga 1999. Po dovršenju rujna 2000., s neznatno većom tonažom u odnosu na blizanca Voyager of the Seas, preuzeo je primat najvećeg putničkog broda na svijetu. Isporučen je naručitelju 28. rujna 2000., dok je ceremonija krštenja obavljena u New Yorku 21. listopada. Na prvo putovanje isplovio je 28. listopada 2000. Cijena izgradnje bila je oko 500 milijuna američkih dolara.

## Tehničke karakteristike
Explorer of the Seas dugačak je 311 m i širok 49,1 m. Plovi brzinom od 23,7 čvorova (43,9 km/h), što omogućavaju 6 Wärtsilä 12V46C dizel motora, ukupne snage 75 600 kW (101 381 ks). Potisak omogućavaju 3 Asea Brown Boveri (ABB) Azipod pogonske elektro-gondole - jedna fiksna, dvije azimutne, ukupne snage 42 MW. Brod također raspolaže s 4 Rolls-Royce/Kamewa pramčana potisnika radi lakšeg manevriranja u lukama.

## Interijeri
Explorer of the Seas raspolaže s 15 paluba, ukupno 1557 kabina od kojih 1077 (69%) s pogledom na more, 757 (49%) s balkonom i 138 (9%) s pogledom na unutrašnji Royal Promenade. Najveći apartman, Royal Suite, prostire se na 110 m², ne računajući balkon s 15 m². Kapacitet putnika je 3114, ili 3840 pri maksimalnoj popunjenosti, što zajedno s posadom od 1180 čini ukupno 5020 ljudi na brodu. Također se ističu 120 m dugačka, 9 m široka i četiri palube visoka središnja šetno-trgovačka paluba (Royal Promenade) oko koje su koncentrirani glavni restorani, trgovački i zabavni centri. Na svakom kraju promenade, kroz 11 paluba uzdiže se atrij s panoramskim dizalima. Brod također raspolaže s kazalištem za 1350 gledaoca.Putnicima je namijenjen niz atrakcija i zabava, među kojima se ističu klizalište na ledu, košarkaška dvorana i zid za planinarenje.

## Destinacije
Explorer of the Seas bazira u Cape Liberty Cruise Portu, (New Jersey) u Sjedinjenim Državama odakle isplovljava na krstarenja za Bermudu, Karibe, Sjedinjene Države i Kanadu u trajanju od 5, 9, 10 i 12 dana. Pristaje u lukama Kings Wharf, na Bermudi, San Juan na Portoriku, Charlotte Amalie na Američkim Djevičanskim Otocima, Samana u Dominikanskoj Republici, Labadee na Haitiju, Portland i Bar Harbor u Maineu, te Boston, u Massachusettsu (SAD), Saint John, u Novom Brunswicku i Halifax u Novoj Škotskoj (Kanada), St. John's na Antigvi i Barbudi, Roseau na Dominici,
Philipsburg (Zemlja Sveti Martin) i Bridgetown na Barbadosu. 

## Vanjske poveznice
- Službena stranica - royalcaribbean.com
- Adventure of the Seas Review - cruisecritic.com   Arhivirana inačica izvorne stranice od 12. siječnja 2009. (Wayback Machine)
- Ship-Technology.com
- Explorer of the Seas - Facts & Figures - shipparade.com   Arhivirana inačica izvorne stranice od 7. veljače 2009. (Wayback Machine)
- Aktualna pozicija - seascanner.com   Arhivirana inačica izvorne stranice od 23. kolovoza 2013. (Wayback Machine)
- Raspored paluba - seascanner.com
- Raspored paluba - cruisedeckplans.com